# الحسن المثنى

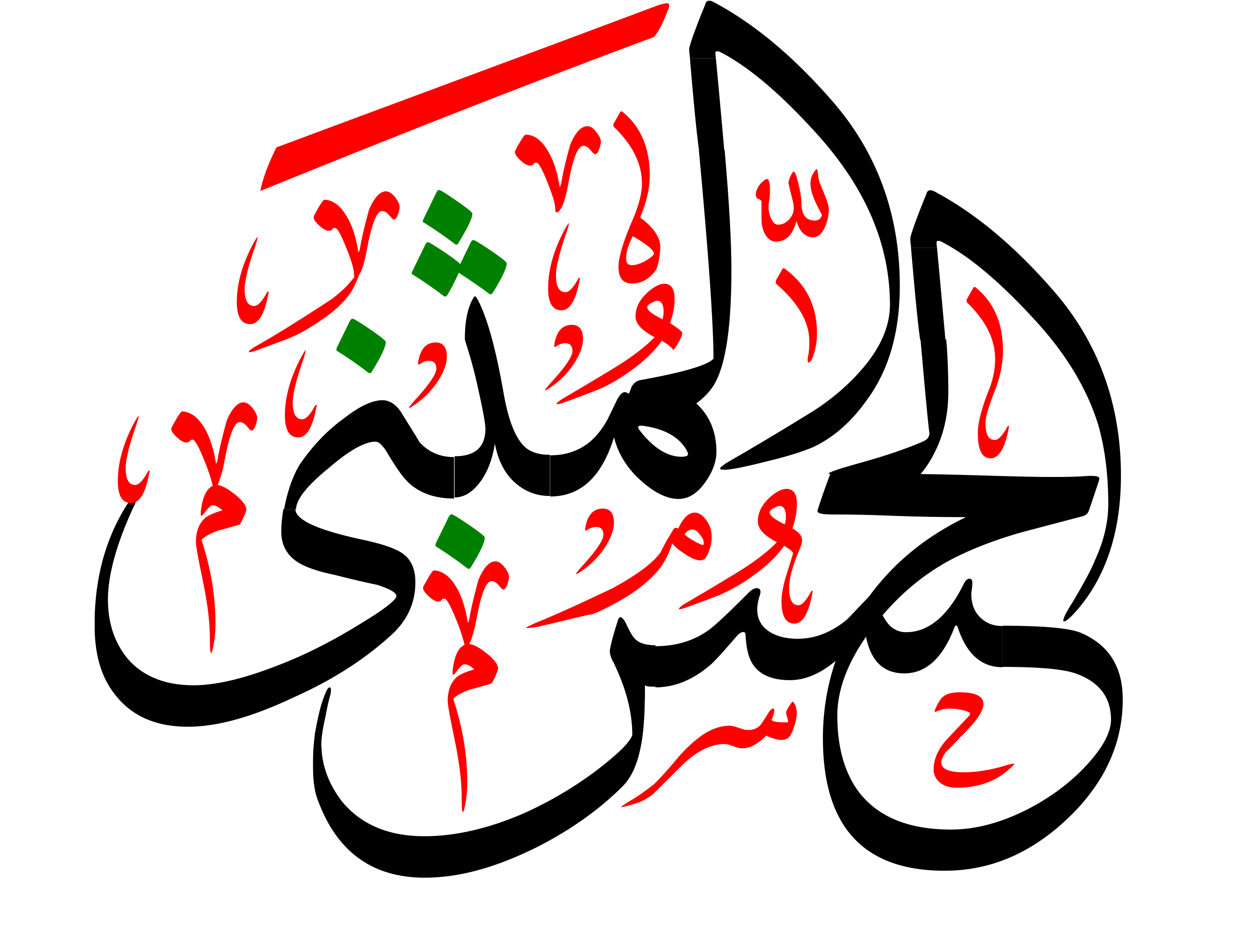
الحسن المثنى بن الحسن السبط بن علي بن أبي طالب

أبو محمد الحسن المثنى بن الحسن بن علي بن أبي طالب الهاشمي القرشي (≈ 37 - 97 هـ / 661 - 715 م) من آل البيت تابعي من رواة الحديث النبوي الشريف، وكنيته أبو محمد، كبير الطالبيين في عهده. ولد بـالمدينة المنورة وقضى حياته فيها. وهو أحد أبناء الحسن السبط بن علي بن أبي طالب من زوجته خولة بنت منظور. ولقب المثنى أطلقه عليه المتأخرون لكيلا يقع خلط في التسمية بين اسمه واسم أبيه الحسن السبط وقد وقع الخلط ويقع. ويعرف عند أهل الحديث وفي كتب التراث باسم الحسن بن الحسن بن علي بن أبي طالب وكذلك عرف ابنه عبد الله الكامل عند الأقدمين ورواة الحديث.

## نسبه
الحسن المثنى بن الحسن السبط بن علي بن أبي طالب بن عبد المطلب بن هاشم بن عبد مناف بن قصي بن كلاب بن مرة بن كعب بن لؤي بن غالب بن فهر بن مالك بن النضر وهو قريش بن كنانة بن خزيمة بن مدركة بن إلياس بن مضر بن نزار بن معد بن عدنان.
أمه: هي خولة بنت منظور بن زبان بن سيار بن عمرو بن جابر بن عقيل بن هلال بن سمي بن مازن بن فزارة بن ذبيان بن بغيض بن ريث بن غطفان بن سعد بن قيس عيلان بن مضر بن نزار بن معد بن عدنان
- شبهه برسول الله : قال صاحب عمدة الطالب: وكان يشبه برسول الله صلى الله عليه وآله وسلم.

## ولادته
ولد في المدينة المنورة حوالي سنة 37هـ أو بعدها بأربع سنين على أقصى تقدير: بعد وقعة الجمل التي حدثت أيام خلافة جده علي بن أبي طالب سنة 36 هـ. ذلك أن والده الحسن السبط تزوج أمه خولة بنت منظور بعد مقتل زوجها محمد بن طلحة بن عبيد الله السجاد في موقعة الجمل. وكانت ولدت منه إبراهيم وداود والقاسم فهم إخوة الحسن المثنى لأمه، ومات عنها يوم وقعة الجمل وكان محاربا مع جيش أم المؤمنين ضد جيش علي بن أبي طالب. فتزوجها بعد ذلك الحسن السبط فولدت له الحسن المثنى.
- أما قصة زواجها من الحسن السبط فترويها كتب التاريخ والأخبار والسير على هذا النحو: قال صاحب عمدة الطالب: وكانت تحت محمد بن طلحة بن عبيد الله فقتل عنها يوم الجمل ولها منه أولاد فتزوجها الحسن بن علي بن أبي طالب فسمع بذلك أبوها منظور بن زبان فدخل المدينة وركز رايته على باب مسجد رسول الله صلى الله عليه وآله وسلم فلم يبق في المدينة قيسي إلا دخل تحتها، ثم قال: أمثلي يغتال عليه في ابنته؟ فقالوا: لا. فلما رأى الحسن ذلك سلم إليه ابنته فحملها في هودج وخرج بها من المدينة فلما صار بالبقيع، قالت له: يا أبه أين تذهب إنه الحسن بن أمير المؤمنين علي وابن بنت رسول الله. فقال: إن كان له فيك حاجة فسيلحقنا. فلما صاروا في نخل المدينة إذ بالحسن والحسين وعبد الله بن جعفر قد لحقوا بهم فأعطاه إياها فردها إلى المدينة...

## إخوته

### إخوته من أمه
1. إبراهيم بن محمد بن طلحة بن عبيد الله التيمي القرشي
2. داود بن محمد بن طلحة بن عبيد الله التيمي القرشي
3. القاسم بن محمد بن طلحة بن عبيد الله التيمي القرشي

### إخوته من أبيه
1. محمد الأكبر بن الحسن السبط
2. جعفر بن الحسن السبط
3. حمزة بن الحسن السبط
4. فاطمة بنت الحسن السبط
5. محمد الأصغر بن الحسن السبط
6. زيد بن الحسن السبط
7. ام الحسن بنت الحسن السبط
8. ام الخير بنت الحسن السبط
9. إسماعيل بن الحسن السبط
10. يعقوب بن الحسن السبط
11. القاسم بن الحسن السبط
12. أبو بكر بن الحسن السبط
13. عبد الله بن الحسن السبط
14. حسين الاثرم بن الحسن السبط
15. عبد الرحمن بن الحسن السبط
16. ام سلمة بنت الحسن السبط
17. عمر بن الحسن السبط
18. ام عبد الله بنت الحسن السبط
19. طلحة بن الحسن السبط
20. عبد الله الأصغر بن الحسن السبط

## زوجاته وأولاده

### زوجاته
- فاطمة بنت الحسين بن علي بن أبي طالب الهاشمية القرشية ، ابنة عمه وعن كتاب «مقاتل الطالبيين» لأبي فرج الأصفهاني قال: | الحسن المثنى | حدثني أحمد بن سعيد قال: حدثني يحيى بن الحسن قال: حدثنا إسماعيل ابن يعقوب قال: حدثني جدي عبد الله بن موسى بن عبد الله بن الحسن قال: خطب الحسن بن الحسن إلى عمه الحسين وسأله أن يزوجه إحدى ابنتيه فقال له الحسين: اختر يا بني أحبهما إليك فاستحيى الحسن ولم يحر جوابا. فقال له الحسين: فإنى قد اخترت لك ابنتي فاطمة فهي أكثرهما شبها بأمي فاطمة بنت رسول الله | الحسن المثنى |

1. وقال حرمى بن العلاء عن الزبير بن بكار: | الحسن المثنى | أن الحسن لما خيره عمه اختار فاطمة. وكانوا يقولون: إن امرأة مردودة بها سكينة لمنقطعة القرين في الجمال | الحسن المثنى | ومات عنها ابن عمها الحسن بن الحسن بن علي سنة 97 هـ ولم تتزوج بعده احدا.
2. أم ولد.
3. رملة بنت سعيد بن زيد بن عمرو بن نفيل العدوي القرشي.

### أولاده
له من الأولاد:
- من فاطمة بنت الحسين بن علي الهاشمي القرشي:

1. عبد الله بن الحسن المثنى (الملقب بالمحض لمحض شبهه بالنبي (ص) والكامل لكمال نسبه من جهة أبيه وأمه)،
2. إبراهيم الشبه الغمر بن الحسن المثنى بن الحسن السبط (لقب بالشبه لشبهه بالنبي (ص) والغمر لإغماره الناس بالجود والكرم. وقيل : القمر لجماله)،
3. الحسن المثلث بن الحسن المثنى بن الحسن السبط (مكرر ثلاث مرات سمي أبيه وجده)
4. أم كلثوم بنت الحسن المثنى بن الحسن السبط.
5. زينب بنت الحسن المثنى بن الحسن السبط.

- ومن أم ولد:

1. جعفر بن الحسن المثنى بن الحسن السبط
2. وداود بن الحسن المثنى بن الحسن السبط
3. مليكة بنت الحسن المثنى بن الحسن السبط
4. أم القاسم بنت الحسن المثنى بن الحسن السبط[1][2]

- ومن رملة بنت سعيد بن زيد بن عمرو بن نفيل العدوي القرشي:

1. محمد بن الحسن المثنى بن الحسن السبط
2. رقية بنت الحسن المثنى بن الحسن السبط

- ومن حبيبة الرومية:

1. فاطمة بنت الحسن المثنى بن الحسن السبط

### عقبه
قال صاحب عمدة الطالب: وأعقب الحسن بن الحسن من خمسة رجال عبد الله المحض، وإبراهيم الغمر والحسن المثلث وداود بن الحسن المثنى، وجعفر بن الحسن المثنى.

## اليتم الموروث
ولما توفي الحسن السبط ترك ابنه الحسن المثنى في سن تتراوح بين عشر سنوات على أقل تقدير وثلاث عشرة سنة على أقصاه. وذلك اعتمادا على استنباط لتاريخ ولادته كما بينت ذلك في مؤلفنا عن ترجمته. لقد عاش الحسن المثنى مأساة مقتل أبيه وتجرع من كأس اليتم هو بدوره وهو في سن الصبى دون الثلاث عشر ربيعا. وكان قد أوصى له والده بأمر صدقات جده علي بن أبي طالب رضوان الله عليهم جميعا.

## جريح كربلاء
أخبرنا محمد بن جعفر القرداني بإسناده عن أبي لوط بن يحيى أن الحسن بن الحسن بن علي بن أبي طالب قاتل بين يدي عمه الحسين وهو فارس، وله يومئذ عشرون سنة، وقيل: تسع عشرة سنة، وأصابته ثمان عشرة جراحة حتى ارْتَث ووقع في وسط القتلى، فحمله خاله أسماء بن خارجة الفزاري، ورده إلى الكوفة وداووا جراحه، وبقي عنده ثلاثة أشهر حتى عوفي وسلم، وانصرف إلى المدينة، فبنى بعد انصرافه بسنة ب فاطمة بنت الحسين بن علي بنت عمه، وكان عمه الحسين بن علي زوجه إياها.وتذكر مصادر التاريخ الإسلامي الأخرى: وكان قد حضر عمَّه الإمام الحسين في واقعة الطف، فلمَّا قُتل الإمام الحسين وأُسر الباقون من أهله جاءه أسماء بن خارجة، فانتزعه من بين الأسرى وقال : والله لا يوصل إلى ابن خولة أبداً. فقال عمر بن سعد : دعوا لأبي حسان ابن أخته، وهكذا أُخلي سبيله. وروي أنه كان به جراح قد أُشفي منها.

## روايته الحديث
أبو محمد القرشي الهاشمي. روى عن أبيه، عن جده مرفوعا: (من عال أهل بيت من المسلمين يومهم وليلتهم غفر الله له ذنوبه) وعن [عبد الله بن جعفر]؛، عن علي في دعاء الكرب، وعن زوجته فاطمة بنت الحسين بن علي وعن ابنه عبد الله بن الحسن بن الحسن السبط وجماعة.

## توليه صدقات جده علي بن أبي طالب
كان الحسن المثنى وصي أبيه الحسن السبط ووليّ صدقة جده الإمام علي بن أبي طالب. وكان الإمام قد شرط أن الصدقات في أبناء ابنيه الحسن والحسين دون سواهما. قال صاحب عمدة الطالب: وكان الحسن بن الحسن يتولى صدقات أمير المؤمنين علي ونازعه فيها زين العابدين علي بن الحسين ثم سلمها له... وفي المصابيح للإمام السيد أبو العباس أحمد بن إبراهيم 353 ه.ـ عند ذكر : الحسن بن الحسن وصدقات الرسول صلى الله عليه وآله وسلم وأوقاف جده (ع)]:«وكان يلي صدقات رسول الله صلّى الله عَلَيْهِ وآله وسَلّم وأوقاف أمير المؤمنين، فلما مات ولاَّها عبد الله بن الحسن بن الحسن حتى حازها الدوانيقي لما حبسه وقتله في الحبس مع من قتل منهم.».
فمن المعلوم إذا أن الحسن المثنى تولى بعد أبيه الحسن السبط أمر صدقات جده الخليفة علي بن أبي طالب. فأراد عمه عمر بن علي بن أبي طالب أن يدخل بدون حق في تلك الصدقات وهي بوصية مكتوبة من علي بن أبي طالب لذوي حقوقها. فرفض الحسن المثنى هذا الأمر، فما كان من عمه عمر إلا أن شكاه إلى الحجاج بن يوسف الثقفي آنذاك عاملا على المدينة.
وأخبرنا أحمد بن محمد بن بهرام بإسناده عن الزبير بن بكار أن الحسن بن الحسن كان والي صدقات علي في عصره، وكان الحجاج بن يوسف قال له يوماً - وهو يسايره في موكبه بالمدينة والحجاج يومئذ أميرها: أدخل عمك عمر بن علي معك في صدقة علي فإنه عمك وبقية أهلك.
قال: لا أغيَّر شرط علي، ولا أدخل فيها من لم يدخل.
قال: إذن أدخله معك، فنكص عنه الحسن حين غفل الحجاج، ثم كان وجهه إلى عبد الملك بن مروان.

## سيرته وأخلاقه

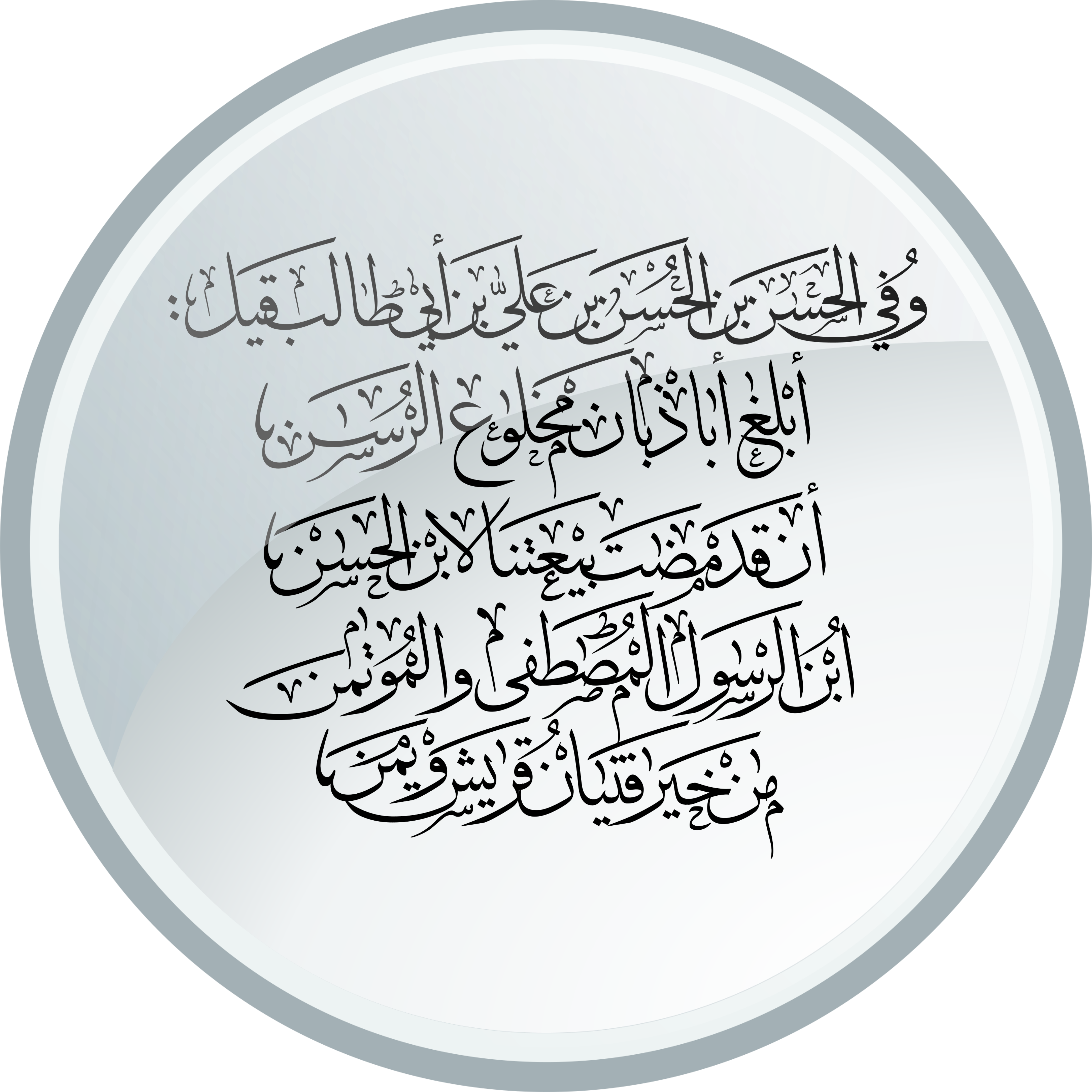
شعر في خلافة وبيعة أبي محمد الحسن بن الحسن بن علي بن أبي طالب

ومن آخباره:
- كان ينظم الشعر، ومن شعره:

- أخلاقه: كان الحسن المثنى جليلاً فاضلاً ورعاً جواداً لم يطلب الخلافة ولا ادعاها له أحد.
- وفي الحسن بن الحسن قيل:

## وفادته على عبد الملك بن مروان
تذكر كتب التاريخ الإسلامي أنه وفد على عبد الملك بن مروان فأكرمه ونصره على الحجاج بن يوسف الثقفي، وأقره وحده على ولاية صدقة علي بن أبي طالب. وقد ترجمه الحافظ ابن عساكر فأحسن، وذكر عنه آثارا تدل على سيادته وعلمه وتسننه،.
ودونك خبر ذلك: لما قدم الحسن بن الحسن بن علي على عبد الملك بن مروان، وقف ببابه يطلب الإذن، فمر به يحيى بن الحكم، فلما رآه عدل إليه وسلم عليه وسأل عن مقدمه فأخبره، فقال يحيى: إني سأنفعك عند عبد الملك.
ودخل الحسن بن الحسن على عبد الملك فرحب به، وأحسن مساءلته، وكان الحسن قد أسرع إليه الشيب، فقال له عبد الملك: لقد أسرع إليك الشيب.
فقال يحيى: ومَا يمنعه يا أمير المؤمنين شيبه أماني أهل العراق كل عام يقدم عليه منه ركب يمنونه الخلافة.
فأقبل عليه الحسن بن الحسن وقال: بئس والله الرفد رفدت، وليس كما قلت ولكنا أهل بيت يسرع إلينا الشيب، وعبد الملك يسمع فأقبل عليه عبد الملك وقال: هلم ما قدمت له؟ فأخبره بقول الحجاج فقال: ليس ذلك له فاكتبوا إليه كتابا لا يجاوزه، ووصله وكتب له، فلما خرج من عنده لقي يحيى بن الحكم وعاتبه على سوء محضره، وقال: ما هذا الذي وعدتني.
فقال له يحيى: إيهاً عنك، والله لا يزال يهابك، ولو لا هيبته إياك ما قضى لك حاجة، ومَا ألَوْتُك رفداً، أي: ما قصرت في معاونتك.

## جور الوليد بن عبد الملك عليه
وقيل: إن الوليد بن عبد الملك كتب إلى عامله ب المدينة: إن الحسن بن الحسن كاتب أهل العراق، فإذا جاءك كتابي هذا فاجلده مائة جلدة، وقفه للناس، ولا أراني إلا قاتله. فأرسل خلفه فعلمه ابن عمه علي بن الحسين (زين العابدين) كلمات الكرب، فقالها حين دخل عليه فنجاه الله منهم، وهي: لا إله إلا الله الحليم الكريم، لا إله إلا الله العلي العظيم، لا إله إلا الله رب السموات السبع ورب الأرض رب العرش العظيم.

## موته
كان عبد الملك بن مروان يهاب الحسن المثنى. وقد اتهم هذا الأخير بمكاتبة أهل العراق وأنهم يمنُّونه ب الخلافة، فبلغ ذلك الوليد بن عبد الملك كما سبق ذكره، فأمر عامله ب المدينة بجلده، فلم يجلده العامل، وكتب الوليد يبرئه.
وقيل للحسن : ألم يقل رسول الله : «من كنت مولاه فعليّ مولاه». فقال : بلى، ولكن والله لم يَعْن رسول الله بذلك الإمارة والسلطان ولو أراد ذلك لأفصح لهم به.
قال صاحب عمدة الطالب: كان عبد الرحمن بن الأشعث قد دعا إليه وبايعه، فلما قتل عبد الرحمن على إثر ثورته، توارى الحسن حتى دس إليه الوليد بن عبد الملك من سقاه سماً فمات وعمره إذ ذاك خمس وثلاثون سنة. (وفيه خلاف عن سن موته).
ويروى أنه رأى في منامه قبيل وفاته، كأنَّ مكتوباً بين عينيه: ((قل هو الله أحد)) فاستبشر بذلك أهله وفرحوا، فعرضوا الرؤيا على سعيد بن المسيب، فقال: إن كان رآها قلّ ما بقي من عمره، فلم يلبث قليلاً حتى مات، وكان ذلك في سنة (97هـ).
توفي إذا ب المدينة المنورة ودفن ب ينبع وبالضبط في ينبع النخل ومزاره معروف بها بين المزرعة وذي هجر. وقيل أنه دفن في مقبرة البقيع (وهو ضعيف).

## وصلات خارجية
http://www.al-madinah.org/madina/sections.php?sid=12974